# Kamnolom
Kamnolom je površinski kop, namenjen pridobivanju in proizvodnji tehničnega in okrasnega kamna, ter nekovinskih mineralnih surovin, ki jih potrebuje gradbeništvo in industrija gradbenega materiala.
Glede na čas obratovanja poznamo stalne, začasne in opuščene kamnolome. V Slovenji je evenditiranih 153 kamnolomov. Od tega 83 stalnih, 51 občasnih in 19 opuščenih.